# Liu Biwei
Liu Biwei (chiń. 刘碧伟; ur. w listopadzie 1955) – chiński dyplomata i urzędnik.

## Życiorys
Urodził się w prowincji Hunan. W latach 1979–1982 pracował w Departamencie Kadr MSZ. Następnie (1982-1985) był urzędnikiem w ambasadzie ChRL w Etiopii. Ponownie przeniesiony do Departamentu Kadr, pełnił w nim kolejno funkcje attaché i trzeciego sekretarza (1985-1988). Od 1988 do 1992 przebywał na placówce w Laosie (początkowo jako trzeci, później jako drugi sekretarz). W 1992 powrócił do pracy administracji rządowej. W 2003 mianowany konsulem generalnym w Nowym Jorku. Od 2007 jest ambasadorem w Irlandii.